# HD 171745
HD 171745，又名BD+23 3385，SAO 86224、HR 6980，是一颗恒星，视星等为5.61，位于銀經52.64，銀緯13.84，其B1900.0坐标为赤經18h 31m 20.6s，赤緯+23° 13.84′ 28″。